# Lieutenant général
Pour les articles homonymes, voir Lieutenant.
Pour un article plus général, voir Général.
Le grade de lieutenant général (écrit lieutenant-général pour certaines armées) est :
- un grade militaire dans plusieurs armées ;
- une fonction ou une charge dans l'Ancien Régime français.

## Allemagne
En Allemagne, le grade de Generalleutnant est un grade d'officier général. Le rang de classement de ce grade dépend de la période concernée. Avant 1955, Generalleutnant correspondait au grade de général de division. Depuis 1955, il correspond au grade de général de corps d'armée en France.

## Autriche-Hongrie
En Autriche-Hongrie le lieutenant général est nommé Feldmarschall-Leutnant.

## Belgique
En Belgique, le lieutenant général (luitenant-generaal en néerlandais) est, dans l’ordre hiérarchique ascendant, le troisième grade des officiers généraux dans les trois Composantes terre et air, sauf dans la médicale dont le plus haut grade est le général-major (generaal-majoor). Il est donc supérieur au grade de général-major et en dessous du grade de général (generaal) dans les Composantes terre et air.
L'insigne du lieutenant général est constitué d'une épaulette passepoilée d'or contenant trois molettes d'éperons héraldique de teinte dorée (plus grande que celle des officiers supérieurs et subalternes) dans la Composante terre, de deux larges galons accompagnés de trois galons, dans la Composante air.
Dans la Composante marine, le grade correspondant est celui de vice-amiral.
|       |     | ----     |  |        |
| Terre | Air | Médicale |  | Marine |

On s'adresse au lieutenant général en disant « général ». On s'adresse au vice-amiral en disant « amiral ».

### Militaire princier
Philippe de Belgique, en tant qu'héritier du trône, était lieutenant général (trois étoiles) toutes armes (Composantes terre et air) et vice-amiral depuis 2010. Depuis son accession au trône le 21 juillet 2013, il est général (quatre étoiles).

## Canada

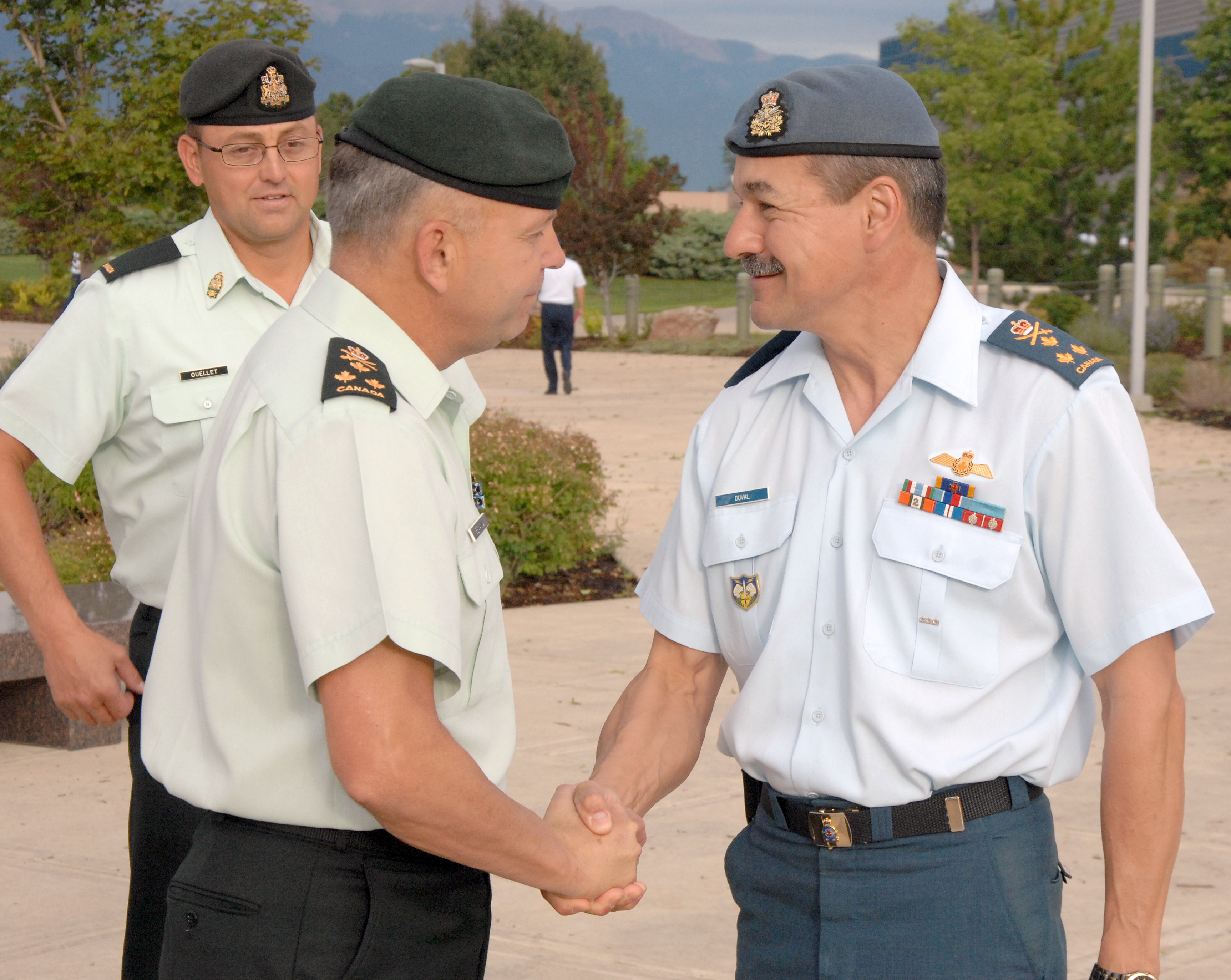
Un lieutenant-général de l'Armée canadienne (à gauche) serrant la main d'un lieutenant-général de l'Aviation royale canadienne (à droite).

Au sein de l'Armée canadienne et de l'Aviation royale canadienne des Forces armées canadiennes, le grade de lieutenant-général est le deuxième plus haut grade de la hiérarchie. Il est équivalent au grade de vice-amiral au sein de la Marine royale canadienne.
| Précédé par Major-général | Lieutenant-général | Suivi par Général |

## États-Unis
Dans l'US Army, l'US Marine Corps et l'US Air Force, le grade de lieutenant général (lieutenant general) est inférieur à celui de général et supérieur à celui de major général. Un lieutenant général américain est aussi appelé un général trois étoiles en raison de l'insigne qu'il porte.
Le grade de lieutenant général est l'équivalent de celui de vice admiral dans l'US Navy. Dans le Corps des Marines, les corps d'armée sont commandés par des lieutenants généraux, alors que dans l'Air Force ils commandent de grands numbered air forces. Les généraux trois étoiles de toutes les armes peuvent également servir comme officiers d'état-major, chefs de département au Pentagone.

## France
En France, sous l'Ancien Régime, la Restauration et la monarchie de Juillet, plusieurs officiers portaient le titre de lieutenant général. Habituellement, ce titre désigne un suppléant ou un délégué investi de tous les pouvoirs de la personne qu'il est censé remplacer.
Le grade de lieutenant général est supérieur au grade de général de brigade et inférieur au grade de général de division.

### Lieutenant général du royaume
Le titre de lieutenant général du royaume a désigné une fonction temporaire dont les rois, dans des circonstances de crise, investissaient un personnage éminent pour exercer en leur nom tout ou partie de l'autorité royale.
Ont été chargés de cette fonction :
- Charles le Sage (futur roi Charles V) de 1356 à 1358 pendant la captivité de son père Jean II en Angleterre ;
- le dauphin Charles (futur roi Charles VII), est nommé lieutenant général du royaume en 1417 à l'âge de 14 ans, pour suppléer son père le roi Charles VI devenu fou ;
- Charles de Melun, grand maître de France et qui remplit les fonctions de connétable de France, décapité sur la place du Marché du Petit-Andely le 20 août 1468 ;
- Pierre II de Bourbon, nommé lieutenant général du royaume de France en 1494-1495, pendant l'absence de Charles VIII parti en Italie pour revendiquer son héritage sur Naples.
- le duc de Guise en 1558 et en 1560 ;
- le roi de Navarre Antoine de Bourbon en 1561-1562 ;
- le duc d'Anjou (futur roi Henri III) en 1567 ;
- le duc de Mayenne en 1589 ;
- le cardinal-duc de Richelieu en 1629 ;
- Joseph Bonaparte, lieutenant général de l'Empire en 1814 ;
- le comte d'Artois (futur roi Charles X) en 1814 ;
- le duc d'Orléans le 31 juillet 1830 qui assura la régence à compter du 2 août, avant d'être proclamé roi des Français sous le nom de Louis-Philippe Ier le 9 août suivant.

### Lieutenant général des armées
Créé en 1621, le grade de lieutenant général des armées ou de lieutenant général des armées navales pour la Marine, était le grade le plus élevé de la hiérarchie militaire d’Ancien Régime, inaccessible à un roturier. Jusqu'en 1914, il n'était surpassé que par les maréchaux et les colonels généraux, pour l'armée, et  les amiraux de France et vice-amiraux de France, pour la marine, titulaires non d'un grade militaire mais d'un grand office de la couronne de France, dignité à la fois honorifique et lucrative. Le grade de lieutenant général était l'équivalent du grade actuel de général de division et celui de lieutenant général des armées navales correspondant à celui de vice-amiral de notre époque.
Les grades de lieutenant général des armées furent renommés général de division et vice-amiral en 1791. En 1814 le grade de général de division reprit le nom de lieutenant général des armées, avant de reprendre définitivement l'intitulé de général en 1848.

#### Officier général (moderne)
Le grade contemporain, en se référant aux codes OTAN des grades de lieutenant général dans les autres armées, est OF-8. Dans la hiérarchie militaire française, il désigne le général de corps d'armée.

### Lieutenant général de province
Le lieutenant général de province était un personnage, issu souvent de la haute aristocratie, qui représentait le roi dans les provinces du royaume. Son rôle était théoriquement d'assurer la suppléance du gouverneur. En fait, les rois espéraient ainsi que leurs influences se neutraliseraient mutuellement, empêchant ainsi toute tentative de révolte. Aux XVe et XVIe siècles, ils furent donnés à des princes ou des maréchaux pour remettre de l'ordre dans les provinces et combattre les partis contraires (notamment Protestants). Puis la charge de lieutenant général devint au XVIIe et surtout au XVIIIe siècle purement honorifique : le titulaire résidait à la Cour et se contentait de toucher les revenus sans effectuer de réel travail. De plus, les rois avaient tendance à nommer les fils successeurs de leur père, ce qui fit que les offices de lieutenant général firent quasiment partie du patrimoine de ces familles aristocratiques.
Il ne faut pas confondre l'office de lieutenant général avec celui de « lieutenant de roi ». Le lieutenant de roi était subordonné au lieutenant général et son rôle (par essence le même : représenter le roi dans les provinces) n'était tenu que dans des ressorts beaucoup plus réduits.

### Lieutenant général de police
Le titre de lieutenant général de police fut établi en 1667, à Paris, pour y assurer le maintien de l'ordre. À partir de 1699, d'autres lieutenants généraux de police furent établis dans les grandes villes de France.

### Lieutenant général de bailliage et sénéchaussée
Le lieutenant général de bailliage ou de sénéchaussée était le nom donné au juge-mage, chargé de suppléer au bailli ou au sénéchal dans les affaires judiciaires.

### Lieutenant général (présidial)
Charge de magistrature au sein d'un présidial.

### Lieutenant général civil et criminel
Charge de magistrature dans les localités des provinces.

### Lieutenant général de prévôté
Charge de justice au sein d'une prévôté.

## Japon
Le grade de brigadier général n'étant pas utilisé au Japon, « lieutenant général » est le grade de commandant de division. En conséquence, le grade de lieutenant général est équivalent à celui de général de division, autrement dit il s'agit du deuxième grade d'officier général selon l’ordre hiérarchique ascendant. Autrefois, dans l'armée impériale japonaise, ce grade était appelé rikugun-chūjō (陸軍中将). Actuellement, il est connu sous l'appellation rikushō (陸将) dans la force terrestre d'autodéfense japonaise, et sous l'appellation kūshō (空将) dans la force aérienne d'autodéfense japonaise.　

## Royaume-Uni
Dans la British Army et les Royal Marines, le grade de lieutenant général (en anglais : lieutenant general) est le deuxième grade au sein des officiers généraux, juste en dessous de celui de général (en anglais : general) et au-dessus de celui de major général (en anglais : major general).

## Russie et Union soviétique
En Russie, le rang de lieutenant-général (en russe : генерал-лейтенант, guénéral-leïtenant) est équivalent au rang OF-7 de l'OTAN — entre les grades de major-général et colonel-général — alors que ce grade dans les forces occidentales correspondrait au rang OF-8. En effet, contrairement aux armées occidentales — qui commencent avec le grade de général de brigade, brigadier ou brigadier-général — les rangs de généraux en Russie commencent avec celui de major-général.
Ce grade a été introduit par Pierre le Grand, remplaçant définitivement en 1798 celui de général-poroutchik existant dans les régiments étrangers au service de la Russie. Jusqu’à la révolution de 1917, un lieutenant-général commandait normalement une division ou un corps d'armée. Dans l’ordre hiérarchique ascendant, il précédait le grade de général d'infanterie, grade le plus élevé dans l'infanterie impériale russe de 1796 à 1917.
Après la révolution d'Octobre, les rangs de l’armée impériale ne se retrouvent pas dans ceux de l’Armée rouge mais sont réintroduits en 1940.
Dans l’armée de la fédération de Russie, un lieutenant-général commande habituellement une division et son insigne consiste en deux étoiles.

Insignes du grade russe de lieutenant-général
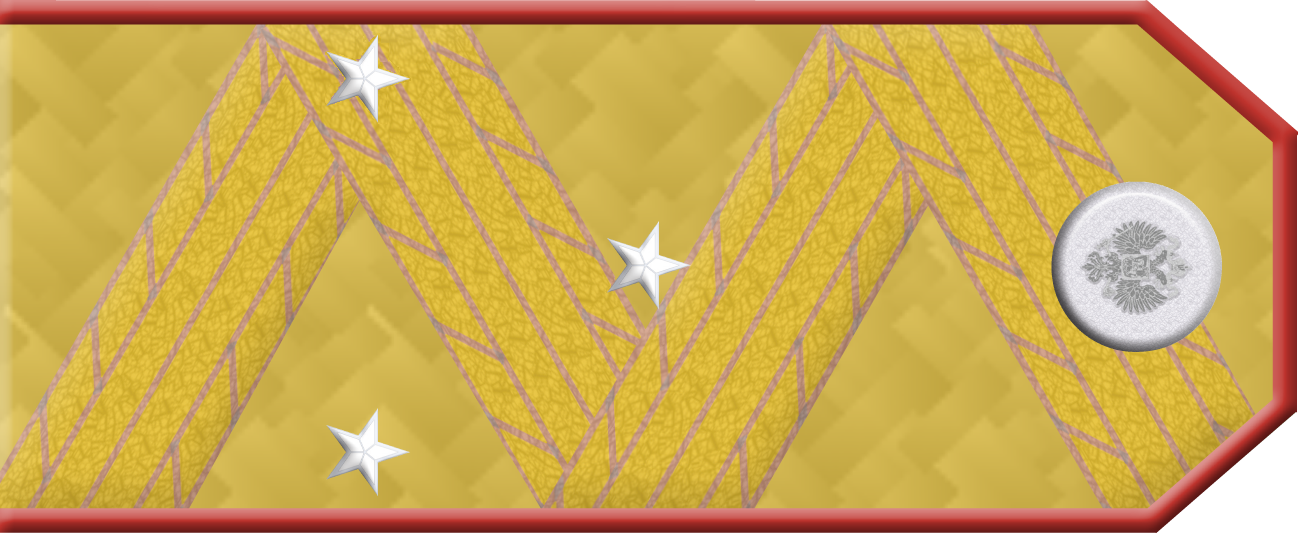
Insigne de lieutenant-général (Armée impériale russe).
Insigne de lieutenant-général (uniforme de service de l'Armée de terre).
Insigne de lieutenant-général (uniforme de terrain de l'Armée de terre).

## Ukraine
Dans les Forces armées de l'Ukraine, le grade de lieutenant-général (en ukrainien : Генерал-лейтенант) correspond à l'OF-8 de l'OTAN, ainsi qu'à celui de vice-amiral (віце-адмірала) dans la Marine et de général de police de 2e rang (генерал поліції 2-го рангу) dans la Police nationale. Parmi les officiers-généraux ukrainiens, il se situe au-dessus de major-général (Генерал-майор) et en dessous de général (Генерал).
Bien que le nom soit hérité de la période soviétique, les réformes de 2009, 2016-2017 et 2020 ont rapproché les symboles des uniformes des généraux ukrainiens de ceux en usage pour leurs homologues de l'OTAN.
|                 |               |                   |                  |                   |                  |                 |
| jusqu'en 2016   | jusqu'en 2016 | depuis 2016       | depuis 2016      | depuis 2016       | depuis 2016      | depuis 2016     |
| Modèle standard | grande tenue  | Forces terrestres | Forces aériennes | Troupes de marine | Forces spéciales | tenue camouflée |